# 黃嘉 (明朝)
黃嘉，潮州府海阳县人，明朝政治人物、进士出身。

## 生平
永乐二年，登进士，知县升任吏部主事。